# Myrbodvärgspindel
Myrbodvärgspindel (Evansia merens) är en spindelart som beskrevs av O. Pickard-Cambridge 1900. Myrbodvärgspindel ingår i släktet Evansia och familjen täckvävarspindlar. Arten är reproducerande i Sverige. Inga underarter finns listade i Catalogue of Life.